# 新居利光
新居利光（日语：／ Arai Toshimitsu，1948年3月14日—），日本男性配音員。出身於大阪府。曾隸屬於大阪電視人才局。身高170cm。

## 演出
粗體字表示主要角色。

### 遊戲
- CAPCOM VS. SNK（日语：CAPCOM VS. SNK）系列（路卡爾·伯恩斯坦（日语：ルガール・バーンシュタイン）、神路卡爾）
- 格鬥天王系列（路卡爾·伯恩斯坦（《2002》以外）、海迪倫（日语：ハイデルン (KOF)）、草薙柴舟（日语：草薙柴舟）（《'95》）、零（日语：ゼロ (KOF)））
- 侍魂系列（服部半藏（日语：服部半蔵 (サムライスピリッツ)））

### 電視節目
- 世界逸品
- Sports Magazine
- 這就是問題！週六8點（日语：これが問題!土曜8時）

### 廣告
- 松本搬家中心（日语：松本引越しセンター）
- 王將餃子
- 松下電器